# Масло в їжі лорда
«Масло в їжі лорда» (англ. Butter in a Lordly Dish) — детективна радіо-п'єса Агати Крісті, виходила у вівторок 13 січня 1948 о 9:30 вечора.

## Сюжет
У пансіонаті з Пімліко-роуд у веденні пані Петтер, одина з гостей, Джулія Кін, приймає рішення залишити його після перебування там короткий час. Дочка місіс Петтер, Флоррі, залишає для неї шикарний коктейль, і питає її чому вона хоче покинути їх. Флорі підозрює Джулію. Вона думає, що Джулія причетна до банди грабіжників котів, але мати не вірить дочці…

## Актори
- Річард Вільямс — сер Лук Ендербі
- Лідія Шервуд — леді Ендербі
- Рита Вейл — Джулія Кін
- Тея Веллс — С'юзен Воррен
- Дора Григорі — місіс Петтер
- Джилл Н'яса — Флоррі
- Джанет Моррісон — Хейуорд
- Девід Коссоф — Портер